# Simon Blümcke

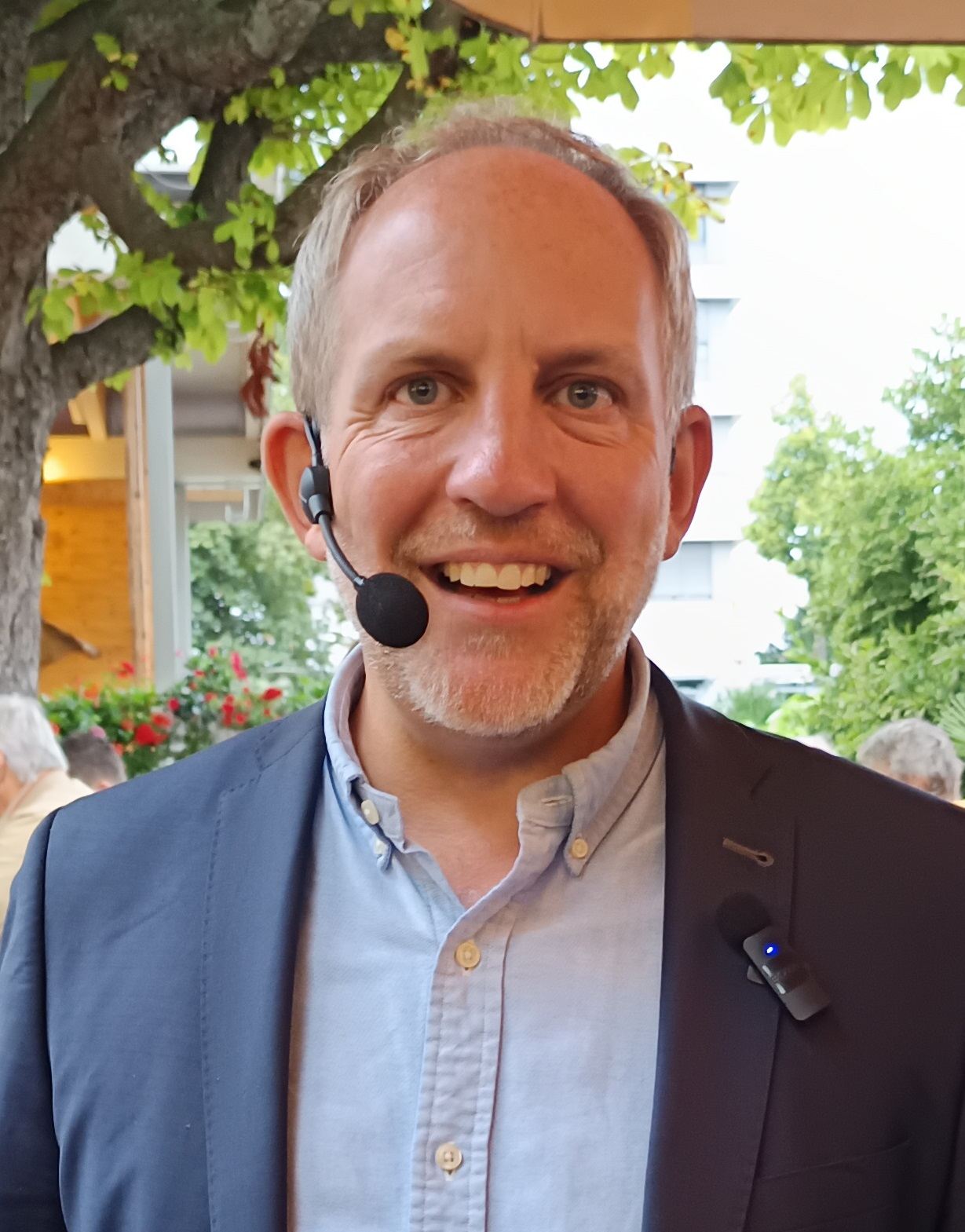
Simon Blümcke bei einer Wahlkampfveranstaltung in Friedrichshafen (2024)

Simon Blümcke (* 1974 in Tübingen) ist ein deutscher parteiloser Kommunalpolitiker. Er ist seit 2024 Oberbürgermeister von Friedrichshafen.
Von 2003 bis 2015 war er Bürgermeister von Hagnau am Bodensee. Von 2016 bis 2024 war er Erster Bürgermeister und ständiger Vertreter des Oberbürgermeisters der Stadt Ravensburg.

## Leben

### Ausbildung und Werdegang
1996 bis 2002 studierte Blümcke an der Eberhard Karls Universität Tübingen und an der Universität Gent Politikwissenschaft, Zeitgeschichte und Öffentliches Recht. 2002 war er für ein Jahr Gastronom und Pächter einer Bar. Am 20. Juli 2003 wurde er zum Bürgermeister von Hagnau am Bodensee gewählt. Überregionale Aufmerksamkeit bekam Blümcke 2003 durch einen Bericht des Spiegels, als er im dritten Wahlgang mit absoluter Mehrheit gewählt, obwohl er gar nicht mehr auf dem Wahlzettel stand.
Am 3. Juli 2011 wurde er für eine zweite Amtszeit wiedergewählt. Im Juli 2016 wurde Blümcke zum Ersten Bürgermeister und ständigen Vertreter des Oberbürgermeisters der Stadt Ravensburg gewählt.

### Oberbürgermeister von Friedrichshafen
Blümcke wurde am 29. September 2024 im ersten Wahlgang mit 59,3 Prozent der Stimmen zum Oberbürgermeister von Friedrichshafen gewählt. Er setzte sich gegen den Bürgermeister von Immenstaad am Bodensee Johannes Henne (CDU, 29,3 %) und fünf weitere Kandidaten durch.
Er folgte Andreas Brand nach und trat das Amt am 1. Dezember 2024 an. Als Oberbürgermeister von Friedrichshafen ist er qua Amt Mitglied in zahlreichen Aufsichtsräten in den Stiftungsbetrieben der Stadt wie der Luftschiffbau Zeppelin GmbH, Zeppelin GmbH, Zeppelin System GmbH, Zeppelin Baumaschinen GmbH, Klinikum Friedrichshafen, Messe Friedrichshafen GmbH und dem weltweit drittgrößten Automobilzulieferer, der ZF Friedrichshafen AG.

### Ehrenamt
Er ist Kreisvorsitzender der überparteilichen Europa-Union Ravensburg-Bodenseekreis.
Ferner war er von 2009 bis 2021 Dozent für Public Management an der Hochschule für öffentliche Verwaltung und Finanzen Ludwigsburg. 2019 wurde Blümcke als Vertreter des als (kirchen-)politisch mittig geltenden Gesprächskreises Evangelium und Kirche in die Synode der Evangelische Landeskirche in Württemberg gewählt.

### Persönliches
Blümcke ist seit 2016 mit Christian Schilling verheiratet. Blümckes Vater ist der Landeskundler Martin Blümcke (* 1935).